# Marchio di origine e tipicità
Il marchio di origine e tipicità è un marchio di qualità istituito dalla Repubblica di San Marino con la legge 29 novembre 1995 n. 131 "legge a sostegno dell'artigianato artistico o tradizionale e istitutiva del marchio di origine e tipicità" per il sostenere l'artigianato della Repubblica del Titano. L'altro marchio di qualità è per il vino l'Identificazione di origine. Tuttora sono nove le aziende di San Marino che possono mettere questo marchio sui loro prodotti.

## Aziende che hanno il marchio di origine e tipicità
| Azienda                             | Castello       | Concessione marchio | Prodotto                         |
| ----------------------------------- | -------------- | ------------------- | -------------------------------- |
| La Tela Antica di Mariotti Silvana  | San Marino     | 29 aprile 1997      | tessuti                          |
| Società Anonima La Serenissima S.a. | Fiorentino     | 29 aprile 1997      | industria dolciaria              |
| Klepto di Casadei Massimo           | San Marino     | 15 luglio 1997      | gioielleria                      |
| Arte Legno di Ugolini Stefano       | Domagnano      | 3 aprile 1998       | artigianato del legno            |
| Muccioli Stefano                    | Borgo Maggiore | 27 aprile 1999      | arredamenti                      |
| Berardi Giuseppe                    | Fiorentino     | 27 aprile 1999      | artigianato                      |
| Tonnini Adele                       | Borgo Maggiore | 18 dicembre 2001    | artigianato                      |
| Antica Piadina Romagnola S.r.l.     | Montegiardino  | 18 maggio 2005      | Piadina romagnola                |
| Soc. Coop. S.r.l. Il Libeccio       | Borgo Maggiore | 3 aprile 1998       | Ceramiche, porcellane, maioliche |